# وهیتمیر (کارولینای جنوبی)
وهیتمیر(به انگلیسی: Whitmire) شهری در ایالت کارولینای جنوبی کشور ایالات متحده آمریکا است که جمعیت آن در سرشماری سال ۲۰۱۰ میلادی، ۱٬۴۴۱ نفر بوده‌است.